# 그레이터런던 당국

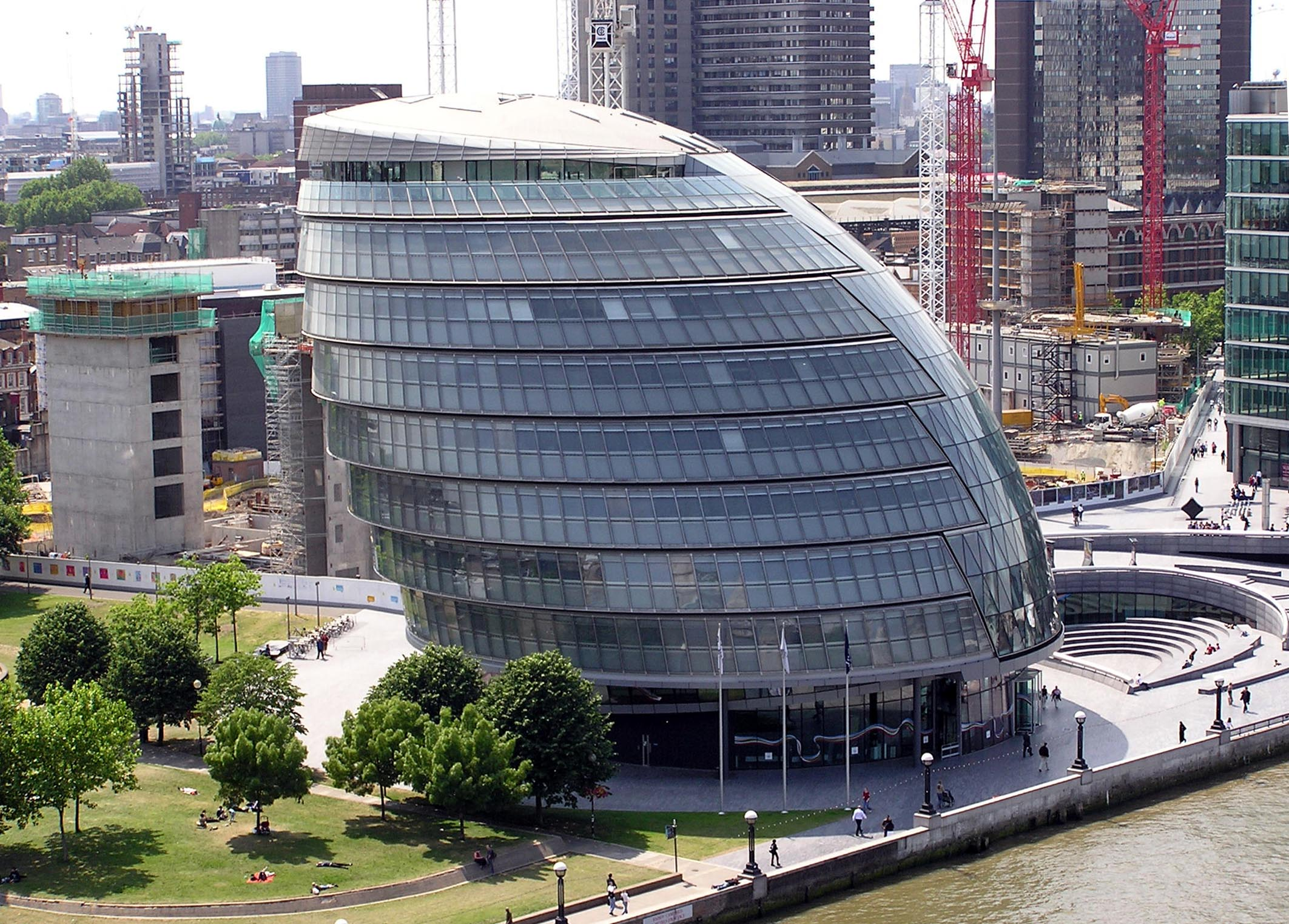
당국 소재지인 런던 시청.

그레이터런던 당국(영어: Greater London Authority; GLA)은 잉글랜드의 그레이터 런던에서 최상위 지방 자치 단체이다. 직접 선거에 의해 선출되는 런던 시장 및 그 권력을 감시하는 25명의 런던 의회 의원으로 구성된다. 1998년에 실시된 주민 투표의 결과로 인해, 2000년에 설치되었다. 1999년 그레이터런던 당국법 및 2007년 그레이터런던 당국법에 따라 런던의 행정이 집행된다. 교통, 경찰, 경제 개발, 소방, 구급 등 다양한 분야에 걸쳐 권한을 가진 전략적 지방 행정부이다.

## 같이 보기
- 스코틀랜드 야드
- 시티오브런던 법인
- 런던 자치구